# Krstac (Lučani)
Pour les articles homonymes, voir Krstac.
Krstac (en serbe cyrillique : Крстац) est un village de Serbie situé dans la municipalité de Lučani, district de Moravica. Au recensement de 2011, il comptait 520 habitants.

## Démographie

### Évolution historique de la population
| 1948 | 1953 | 1961 | 1971 | 1981 | 1991 | 2002 | 2011 |
| ---- | ---- | ---- | ---- | ---- | ---- | ---- | ---- |
| 624  | 652  | 649  | 667  | 644  | 605  | 576  | 520  |

|  |